# Anderlecht
Anderlecht is een plaats en gemeente in het Brussels Hoofdstedelijk Gewest in België. De gemeente telt 126.581 inwoners, die Anderlechtenaars worden genoemd.

## Geografie
Anderlecht ligt in het westen van Brussel. De gemeente wordt bediend door verschillende haltes van de Brusselse metro (lijn 5) en de halte Clemenceau op lijn 2/6.
De gemeente is vrij uitgestrekt. De wijk Kuregem in de omgeving van het Zuidstation is dichtbevolkt en zeer verstedelijkt. Het uiterste westen van Anderlecht (de wijk Neerpede, ten noorden van het Erasmusziekenhuis) behoudt dan weer een duidelijk landelijk karakter, ondanks de vele pogingen van projectontwikkelaars om er grote bouwwerken op te zetten.
Anderlecht grenst met de klok mee aan Sint-Jans-Molenbeek, Brussel-stad, Sint-Gillis, Vorst (allemaal Brussels Hoofdstedelijk Gewest), een klein stukje Drogenbos, Sint-Pieters-Leeuw en Dilbeek (allemaal Vlaanderen).

### Wijken
Bekende wijken van Anderlecht zijn Aa, Biestebroek, Broek, Buffon, Dageraad, Goede Lucht (Bon Air), Klein Eiland, Kuregem, Meir, Mijlemeers, Moortebeek, Peterbos, Poxcat, Het Rad, Scherdemaal, Scheut,Scheutveld, Veeweide, Vijverswijk, Vlazendaal, Vogelenzang, Waasbroek en het tot de Vlaamse rand gerekende Neerpede.

## Geschiedenis
In Anderlecht werden sporen van prehistorische bewoning teruggevonden. Op het Sint-Annaveld vond men sporen van een Frankische begraafplaats, gebouwd op de resten van een Romeinse villa. Het gebied kende in de vroege Middeleeuwen een Frankische bewoning en het christendom raakte er verspreid.
Na het jaar duizend doken hier twee heerlijkheden op aan de Zenne, die van Anderlecht en die van Aa. De naam Anderlecht werd voor het eerst vermeld in 1046. De plaats maakte in de Middeleeuwen oorspronkelijk deel uit van de meierij Rode. Meer naar het zuiden trokken de heren van Aa hun kasteel op, ter hoogte van een kort zijriviertje van de Zenne, dat ook Aa werd genoemd. Vanuit deze twee kernen werd het omliggend gebied geleidelijk aan ontgonnen. In de loop van de 13de eeuw dook na een huwelijk de familie Walcourt op. Op het Scheutveld nabij Anderlecht versloeg op 17 augustus 1356 de Vlaamse graaf Lodewijk van Male de Brabanders in de Slag bij Scheut. In 1379 ging de heerlijkheid van Aa naar de heerlijkheid van Gaasbeek. Het hof van Aa werd in de 15de eeuw verlaten en de heren vestigden zich in de hoeve ter Biest.
In 1394 werd bij oorkonde van hertogin Johanna van Brabant Anderlecht bij de stad Brussel gevoegd, waartoe Anderlecht bleef behoren tot het in 1796 op het eind van het ancien régime een zelfstandige gemeente werd. Op de Ferrariskaart uit de jaren 1770 staat in het landelijk gebied ten westen van Brussel de dorpskern Anderlecht aangeduid rond het huidige Dapperheidsplein, met ten zuiden de gehuchten Neerpede, Veeweide en Straete van Aa. In die periode had de Zenne een groot belang voor transport en nijverheid. Vanaf 1827 werd langs de Zenne het Kanaal Charleroi-Brussel gegraven.

## Bezienswaardigheden
- De Sint-Pieter-en-Sint-Guidokerk: een hoofdzakelijk uit de 14e/15e eeuw gotische kerk die gebouwd is op een romaanse crypte uit de 10e eeuw (een van de oudste in België), met laat-gotische muurschilderingen (16e eeuw); Guido van Anderlecht (feestdag 12 september) ligt er begraven en wordt vereerd als beschermheilige van het vee en vooral van de paarden. Guido is tevens patroonheilige van de gemeente Anderlecht. De bouw van de toren begon in 1517 maar stopte met het vierkante gedeelte tot aan het balkon; pas in 1898 werd hij afgewerkt.[3]
  - Anderlecht telt tal van andere kerken, zie Lijst van gebedshuizen in Brussel
- Het Oude begijnhof: dit werd in 1252 voor acht begijnen gesticht. De huidige vorm datereert uit 1634
- Het Erasmushuis: een museum en het voormalige kapittelhuis de Swaene van circa 1500, waar de Nederlandse humanist Desiderius Erasmus in 1521 te gast was bij zijn vriend Pieter Wyckman; in dit huis werd in 1932 het huidige museum gesticht (beschermd in 1938), waar historische uitgaven van Erasmus' werken en andere waardevolle documenten uit de 15e/16e eeuw bewaard worden.
- De Luizenmolen, een standerdmolen.
- Het Gemeentehuis van Anderlecht: dit ligt niet in het oorspronkelijke centrum, maar in de op stad Brussel gerichte wijk Kuregem.
- Het Brussels Museum van de Geuze: een museum in de brouwerij Cantillon, in de Gheudestraat in Kuregem
- Het Nationaal Museum van de Weerstand: een museum dat zich richt op weerstand in België en de rest van Europa tijdens oorlogen.
- Het Maurice Carême Museum, over het werk en leven van de dichter Maurice Carême.
- Het Museum voor Menselijke Anatomie en Embryologie, geneeskundig museum in het academisch Erasmusziekenhuis

Zie ook
- Lijst van beschermd onroerend erfgoed in Anderlecht

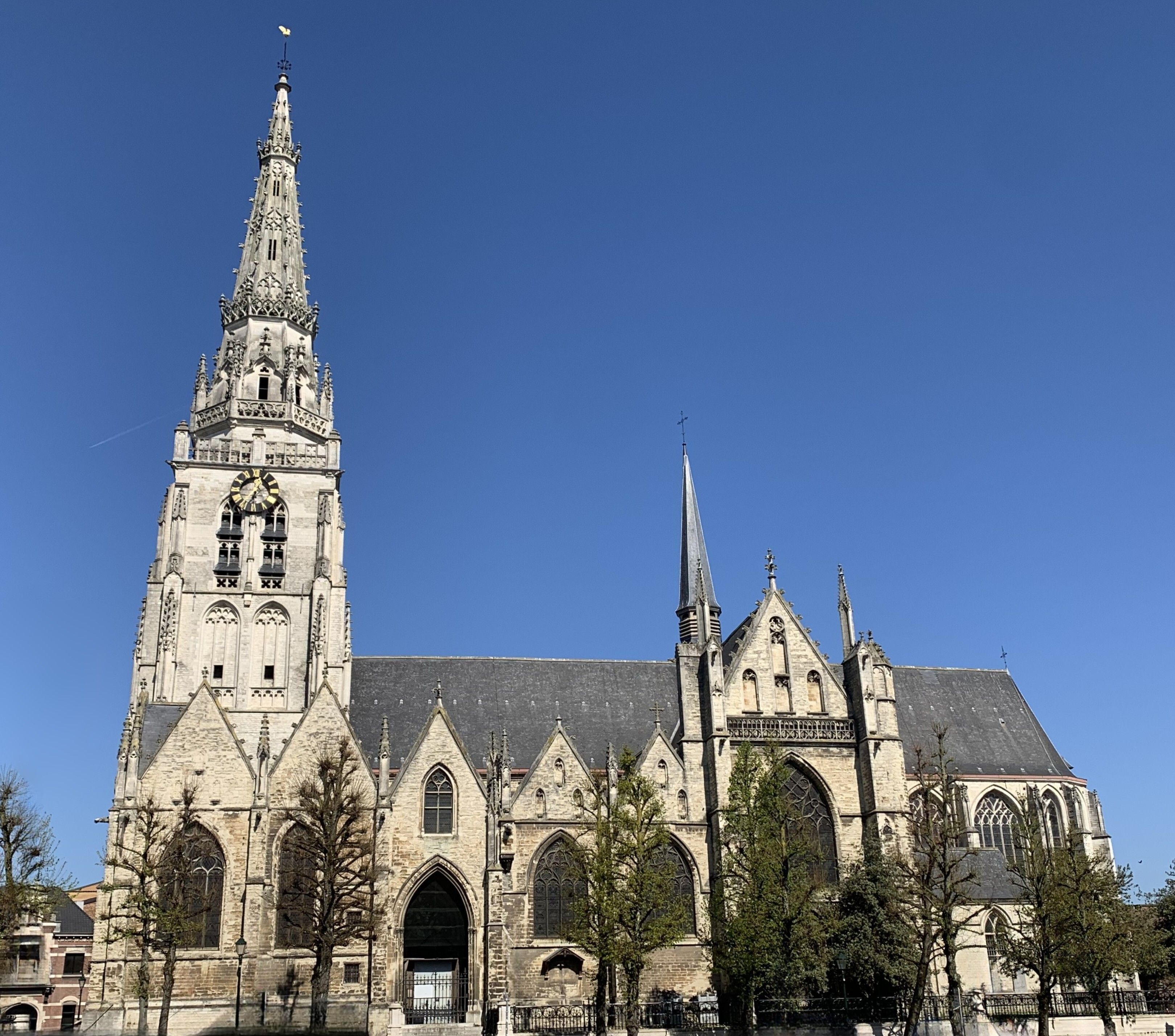
De collegiale kerk van Sint-Pieter en Sint-Guido
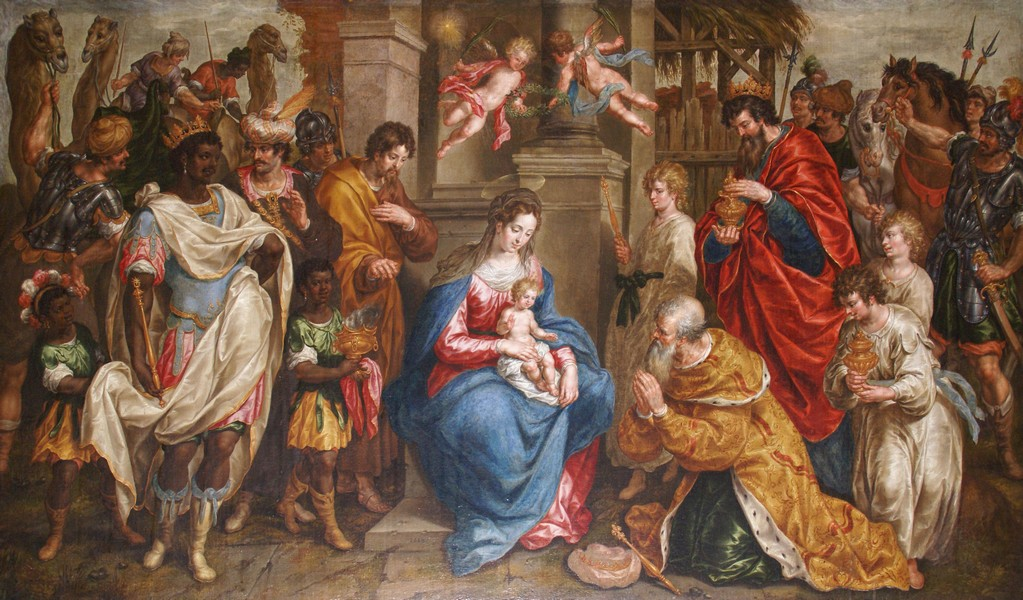
Aanbidding der Koningen door Hendrick de Clerck in de kerk van Sint-Pieters en Sint-Guido
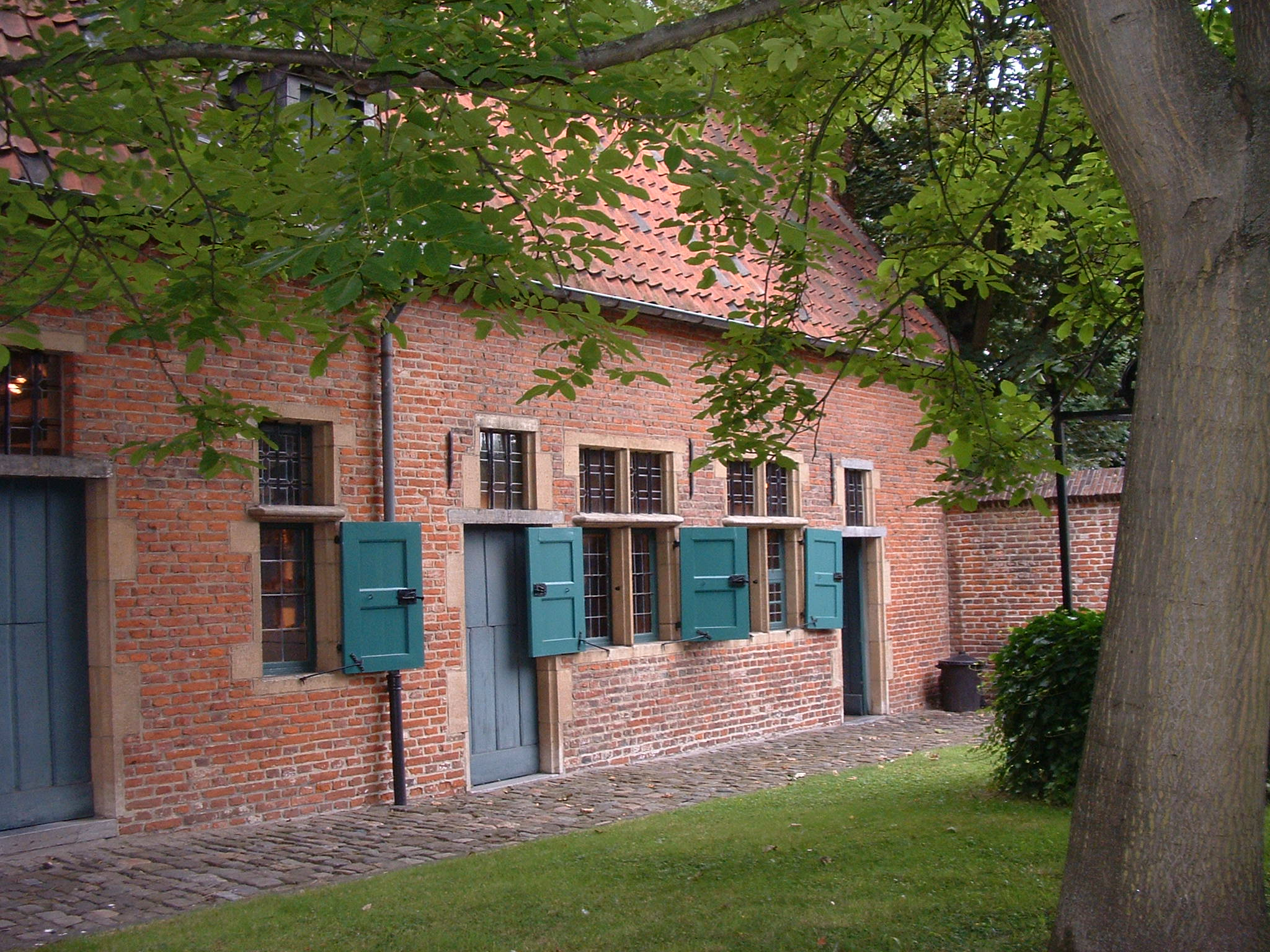
Het kleine begijnhof van Anderlecht
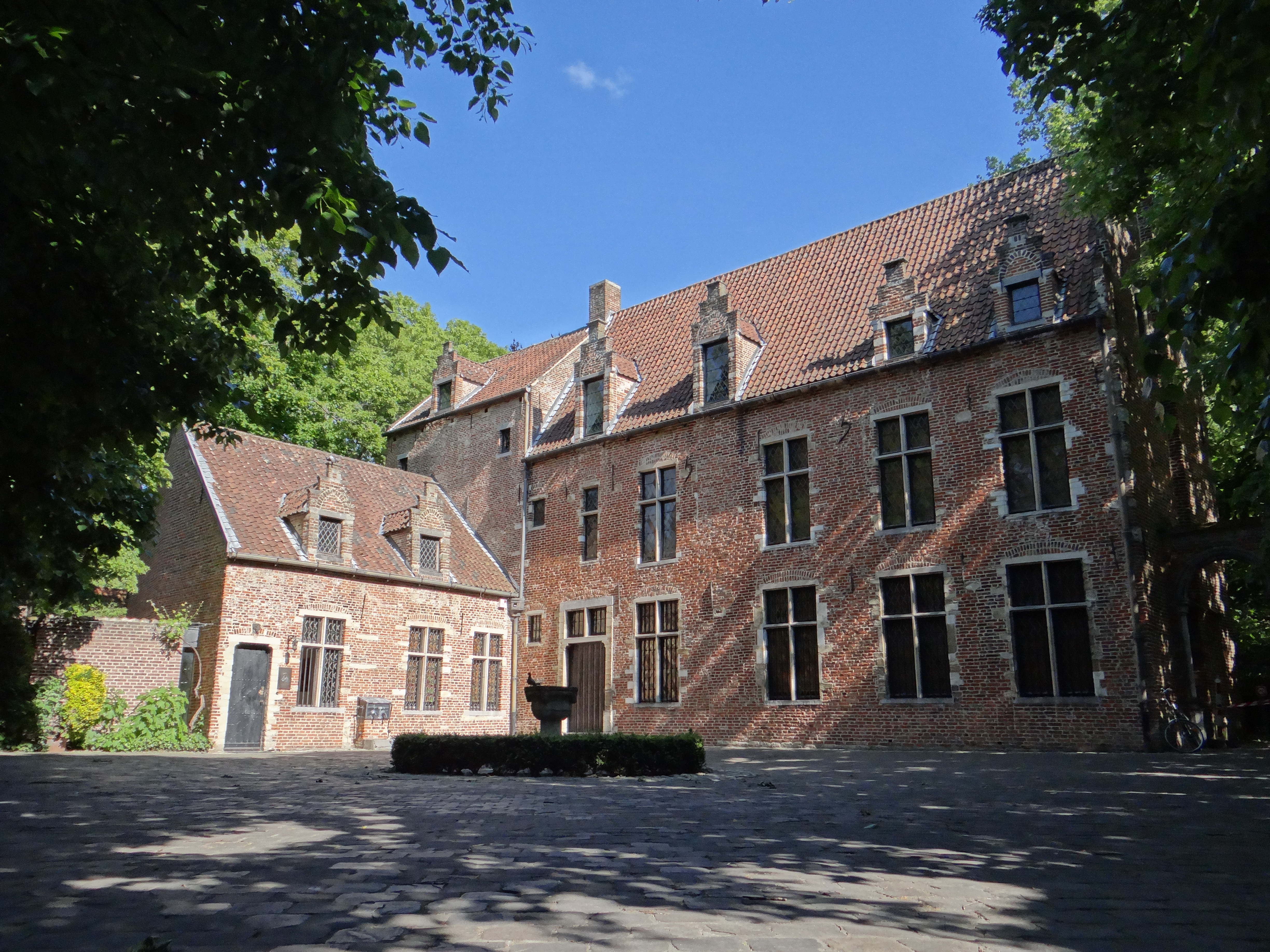
Het Erasmushuis

## Natuur en landschap
Anderlecht is zeer sterk verstedelijkt, enkel de omgeving van Neerpede, in het uiterste westen, heeft het landelijk karakter behouden. Anderlecht wordt doorsneden door het Kanaal Brussel-Charleroi, dat in de vallei van de Zenne werd gegraven, en de Neerpedebeek die vanuit het westen naar de Zenne loopt. Nog zuidelijker loopt de Vogelenzangbeek die de grens vormt tussen het Brussels Gewest (en hier dus Anderlecht) en het Vlaams Gewest.
Anderlecht is betrekkelijk laag gelegen, 30 à 40 meter, maar in het uiterste noordwesten wordt de hoogte van 72,5 meter bereikt te Vlazendaal.
In Anderlecht vindt met een aantal parken:
- Het Gewestelijk Pedepark in de wijk Neerpede,
- Het Jean Vivespark in de wijk Scherdemaal,
- Het Vijverspark in de wijk Scherdemaal,
- Het Joseph Lemairepark,
- Het Astridpark,
- Het Busselenbergpark in de wijk Het Rad,
- Het Rauterpark,
- Het Bospark,
- Het Scheutveldpark in de wijk Peterbos,
- Het Scherdemaalpark in de wijk Scherdemaal,
- De Meylemeersch in de wijk Vogelzang.

## Politiek

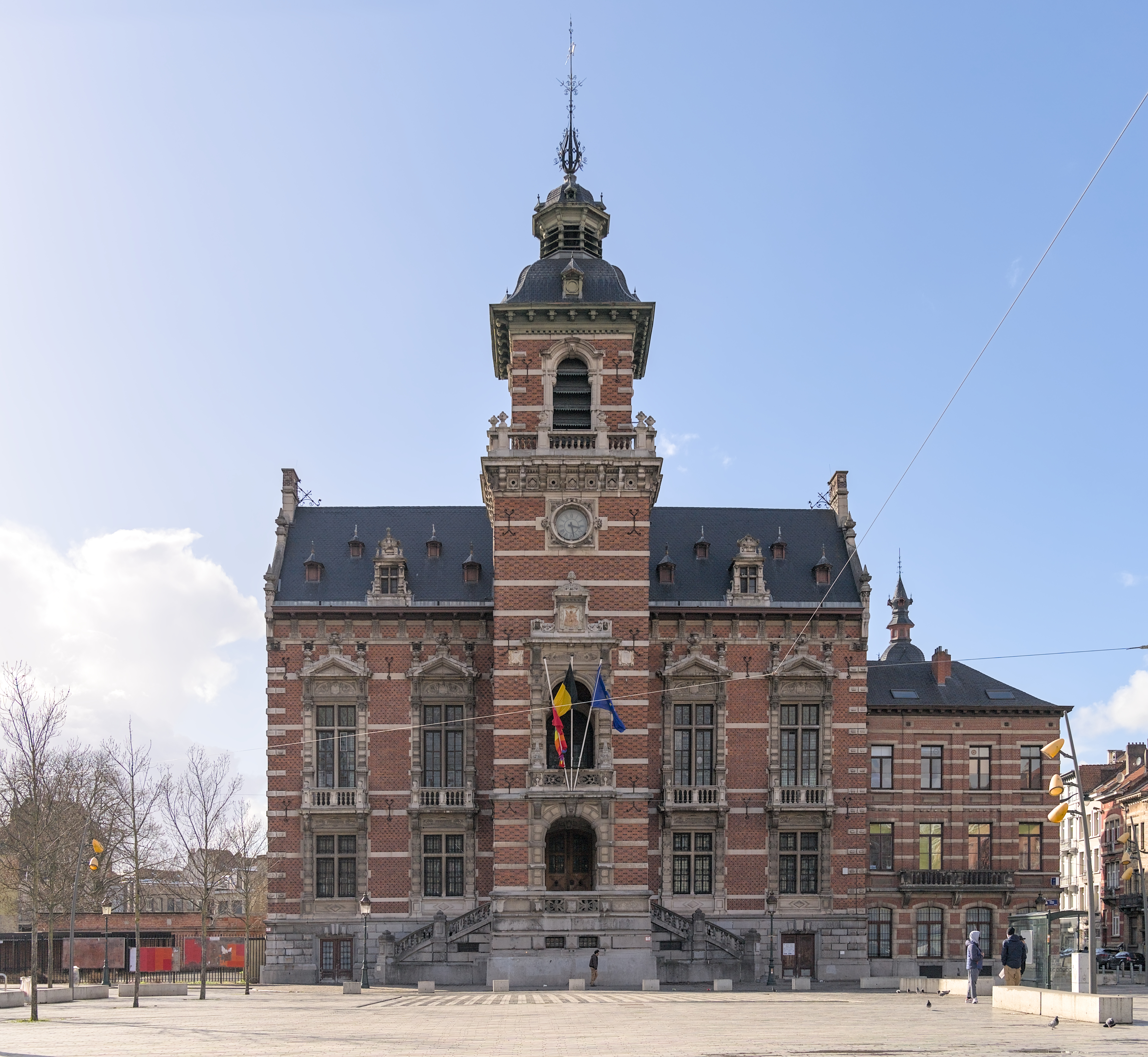
Het gemeentehuis van Anderlecht

Het gemeentebestuur zetelt in het gemeentehuis van Anderlecht.

### Resultaten gemeenteraadsverkiezingen sinds 1976
| Partij of kartel     | Partij of kartel                                                  | 10-10-1976 | 10-10-1976 | 10-10-1982 | 10-10-1982 | 9-10-1988 | 9-10-1988 | 9-10-1994 | 9-10-1994 | 8-10-2000 | 8-10-2000 | 8-10-2006 | 8-10-2006 | 14-10-2012 | 14-10-2012 | 14-10-2018 | 14-10-2018 | 13-10-2024 | 13-10-2024 |
| Stemmen / Zetels     | Stemmen / Zetels                                                  | %          | 47         | %          | 45         | %         | 45        | %         | 43        | %         | 43        | %         | 43        | %          | 47         | %          | 47         | %          | 47         |
| -------------------- | ----------------------------------------------------------------- | ---------- | ---------- | ---------- | ---------- | --------- | --------- | --------- | --------- | --------- | --------- | --------- | --------- | ---------- | ---------- | ---------- | ---------- | ---------- | ---------- |
|                      | PTB1/ PTB-PVA2/ PTB-PVDA3/ PTB*PVDA+4/ PTB*PVDA5                  | 0,581      | 0          | 0,411      | 0          | 0,442     | 0         | 0,522     | 0         | 0,493     | 0         | -         |           | 1,694      | 0          | 14,615     | 7          | 14,935     | 7          |
|                      | ECOLO1/ Ecolo-Groen2                                              | -          |            | 6,31       | 2          | 10,871    | 5         | 8,391     | 4         | 16,161    | 7         | 10,681    | 4         | 11,352     | 5          | 15,522     | 8          | 7,842      | 3          |
|                      | PS-SP1/ LB2/ PS-Sp.a-cdHA/ PS-Vooruit3                            | 44,791     | 25         | 36,461     | 22         | 37,292    | 20        | 23,311    | 13        | 27,671    | 14        | 33,442    | 17        | 36,77A     | 21         | 29,73A     | 16         | 26,813     | 15         |
|                      | PSC1/ PS-Sp.a-cdHA/ MR-Les Engagés-VLD-CDVH                       | 4,51       | 1          | -          |            | 8,241     | 3         | 7,911     | 3         | 4,291     | 1         | -         |           | 36,77A     | 21         | 29,73A     | 16         | 27,27H     | 15         |
|                      | CVP-SC1/ CVP2/ KartelG/ Anderl4/ Anderl'20075/ LBD/ CD&V Plus6/ H | 7,061      | 3          | 7,12       | 3          | 7,73G     | 3         | 8,944     | 4         | 7,424     | 3         | 6,075     | 2         | 26,14D     | 14         | 1,526      | 0          | 27,27H     | 15         |
|                      | PVV1/ LBD/ E/ H                                                   |            |            | 2,351      | 0          | -         |           | -         |           | -         |           | -         |           | 26,14D     | 14         | 22,53E     | 12         | 27,27H     | 15         |
|                      | PRL1/ PRL-FDFC/ LBD/ MR-Open Vld-ICE/ MR-Les Engagés-VLD-CDVH     | 12,41      | 6          | 15,631     | 8          | 25,691    | 14        | 14,611    | 7         | 30,02C    | 15        | 34,86D    | 18        | 26,14D     | 14         | 22,53E     | 12         | 27,27H     | 15         |
|                      | FDF2/ DéFI3                                                       | 18,092     | 9          | 13,862     | 7          | 25,691    | 14        | 11,182    | 5         | 30,02C    | 15        | 34,86D    | 18        | 7,852      | 3          | 7,593      | 3          | 2,263      | 0          |
|                      | VU1/ KartelG/ N-VA2                                               | -          |            | 4,21       | 1          | (*)G      |           | 1,391     | 0         | -         |           | -         |           | 5,072      | 2          | 4,132      | 1          | 3,302      | 0          |
|                      | Team Fouad Ahidar+1030                                            | -          |            | -          |            | -         |           | -         |           | -         |           | -         |           | -          |            | -          |            | 14,11      | 7          |
|                      | Vlaams Blok1/ Vlaams Belang2                                      | 6,61       | 2          | -          |            | 2,551     | 0         | 4,471     | 1         | 7,871     | 3         | 7,942     | 3         | 3,662      | 1          | 2,132      | 0          | -          |            |
|                      | ISLAM                                                             | -          |            | -          |            | -         |           | -         |           | -         |           | -         |           | 4,13       | 1          | -          |            | -          |            |
|                      | FN                                                                | -          |            | -          |            | -         |           | 13,2      | 6         | 3,31      | 0         | 3,92      | 1         | -          |            | -          |            | -          |            |
|                      | SC                                                                | -          |            | 3,42       | 1          | -         |           | -         |           | -         |           | -         |           | -          |            | -          |            | -          |            |
|                      | UDRT-RAD                                                          | -          |            | 4,63       | 1          | -         |           | -         |           | -         |           | -         |           | -          |            | -          |            | -          |            |
|                      | PCB-KPB1 / PCB-KP2                                                | 3,571      | 1          | 1,782      | 0          | -         |           | -         |           | -         |           | -         |           | -          |            | -          |            | -          |            |
| Anderen(*)           | Anderen(*)                                                        | 2,43       | 0          | 3,86       | 0          | 7,19      | 0         | 6,08      | 0         | 2,76      | 0         | 3,08      | 0         | 3,34       | 0          | 2,25       | 0          | 3,48       | 0          |
| Totaal stemmen       | Totaal stemmen                                                    | 62.663     | 62.663     | 55.010     | 55.010     | 49.615    | 49.615    | 45.425    | 45.425    | 43.792    | 43.792    | 49.038    | 49.038    | 48.509     | 48.509     | 50.903     | 50.903     | 48.764     | 48.764     |
| Opkomst %            | Opkomst %                                                         |            |            |            |            | 84,28     | 84,28     | 86,31     | 86,31     | 84,23     | 84,23     | 86,57     | 86,57     | 82,23      | 82,23      | 83,62      | 83,62      | 77,26      | 77,26      |
| Blanco en ongeldig % | Blanco en ongeldig %                                              | 5,6        | 5,6        | 7,54       | 7,54       | 8,28      | 8,28      | 6,46      | 6,46      | 5,39      | 5,39      | 6,02      | 6,02      | 8,14       | 8,14       | 7,33       | 7,33       | 6,44       | 6,44       |

De rode cijfers naast de gegevens duiden aan onder welke naam de partijen telkens bij een verkiezing opkwamen, rode letters duiden de kartels aan.

De zetels van de gevormde meerderheid staan vetjes afgedrukt. De grootste partij is in kleur.

(*) 1976: Divers 76 (2,43%) / 1982: FNK (2,0%), ICC (0,35%), MIRZA (0,23%), PNP-NPG (0,95%), UDB (0,33%) / 1988: FN NFN (3,05%), PSD (2,23%), EVA (0,66%), PFN (1,25%) / 1994: AC-AK (3,17%), LLD (2,59%), PCN-NCP (0,32%) / 2000: EUR (1,22%), FNB (0,92%), Color (0,62%) / 2006: PJM (2,7%), UNIE (0,38%) / 2012: Belg-Unie (0,86%), Egalite (1,86%), Gauches Communes (0,62%) / 2018: La Droite (1,34%), NATION (0,91%) / 2024: Anderlecht Autrement (2,63%), Collectif Citoyen (0,85%)

### Representativiteit
Voor Anderlecht, net zoals voor de andere gemeenten van het Brussels Hoofdstedelijk Gewest, geldt dat het aantal kiezers in verhouding tot het aantal inwoners erg laag ligt, zowel absoluut als in vergelijking met de rest van het land. Dit is het gevolg van het hoge aandeel niet Belgische inwoners (ook al kunnen deze onder bepaalde voorwaarden over gemeentelijk stemrecht beschikken). Daarnaast ligt ook het aantal kiezers dat niet komt opdagen, ondanks de stemplicht, erg hoog zodat het totaal aantal uitgebrachte stemmen, inclusief ongeldige en blanco, in de 19 gemeenten van het gewest slechts 44,66% van het aantal inwoners bedraagt. Anderlecht scoort iets slechter met een verhouding van 43,59% uitgebrachte stemmen/inwoners.
Verhouding kiezers/inwoners en absenteïsme bij de gemeenteraadsverkiezingen van 14 oktober 2012
- Anderlecht: 53,01% (kiezers/inw.) - 17,77% (absenteïsme)
- Totaal Brussels Gewest : 53,89% (kiezers/inw.) - 17,14% (absenteïsme)

Ter vergelijking:
- Vlaamse provinciehoofdsteden: 69,30% (kiezers/inw.) - 12,12% (absenteïsme)
- Waalse provinciehoofdsteden: 69,04% (kiezers/inw.) - 17,31% (absenteïsme)

### Burgemeesters
- Pierre Van Winghen (1830-1835)
- Charles ridder de Formanoir de la Cazerie (1836-1841)
- Guillaume Hoorickx (1842-1862)
- Jean-Désiré de Fiennes (1862-1872)
- Jérôme Van Lint (1872-1884)
- Georges Moreau (1884-1918)
- Fernand Demets (LB) (1919-1927)
- Felix Paulsen (BWP (1927-1933)
- Théophile Lambert (1933-1938)
- René Berrewaerts (1938-1939)
- Marius Renard (PSB) (1939-1945)
- Joseph Bracops (PSB) (1947-1966)
- Henri Simonet (PSB) (1966-1984)
- Christian d'Hoogh (PS) (1984-2000)
- Jacques Simonet (MR-PRL) (2001-2007)
- Gaëtan Van Goidsenhoven (MR) (2007 – 2012)
- Éric Tomas (PS) (2012 - 2020)
- Fabrice Cumps (PS) (2020-heden)

### Bestuur 2024-2030
Het kartel MR-Les Engagés-VLD-CDV werd nipt de grootste lijst bij de gemeenteraadsverkiezingen van 2024 en haalde evenveel zetels als de PS+Vooruit-lijst. Beide lijsten vormden een coalitie en PS+Vooruit mocht met Fabrice Cumps de burgemeester leveren.

## Demografische ontwikkeling
- Bron:NIS - Opm:1806 t/m 1970=volkstellingen op 31 december; vanaf 1980= inwonertal per 1 januari

| Inwoners van jaar tot jaar op 1 januari 1992 tot heden | Inwoners van jaar tot jaar op 1 januari 1992 tot heden | Inwoners van jaar tot jaar op 1 januari 1992 tot heden |
| jaar                                                   | Aantal                                                 | Evolutie: 1992=index 100                               |
| ------------------------------------------------------ | ------------------------------------------------------ | ------------------------------------------------------ |
| 1992                                                   | 88.131                                                 | 100,0                                                  |
| 1993                                                   | 88.158                                                 | 100,0                                                  |
| 1994                                                   | 88.111                                                 | 100,0                                                  |
| 1995                                                   | 87.920                                                 | 99,8                                                   |
| 1996                                                   | 87.257                                                 | 99,0                                                   |
| 1997                                                   | 87.451                                                 | 99,2                                                   |
| 1998                                                   | 87.532                                                 | 99,3                                                   |
| 1999                                                   | 87.401                                                 | 99,2                                                   |
| 2000                                                   | 87.812                                                 | 99,6                                                   |
| 2001                                                   | 88.822                                                 | 100,8                                                  |
| 2002                                                   | 90.134                                                 | 102,3                                                  |
| 2003                                                   | 91.759                                                 | 104,1                                                  |
| 2004                                                   | 92.755                                                 | 105,2                                                  |
| 2005                                                   | 93.808                                                 | 106,4                                                  |
| 2006                                                   | 96.011                                                 | 108,9                                                  |
| 2007                                                   | 97.601                                                 | 110,7                                                  |
| 2008                                                   | 98.989                                                 | 112,3                                                  |
| 2009                                                   | 101.371                                                | 115,0                                                  |
| 2010                                                   | 104.647                                                | 118,7                                                  |
| 2011                                                   | 107.912                                                | 122,4                                                  |
| 2012                                                   | 111.279                                                | 126,3                                                  |
| 2013                                                   | 113.462                                                | 128,7                                                  |
| 2014                                                   | 115.178                                                | 130,7                                                  |
| 2015                                                   | 116.332                                                | 132,0                                                  |
| 2016                                                   | 117.412                                                | 133,2                                                  |
| 2017                                                   | 118.241                                                | 134,2                                                  |
| 2018                                                   | 118.382                                                | 134,3                                                  |
| 2019                                                   | 119.714                                                | 135,8                                                  |
| 2020                                                   | 120.887                                                | 137,2                                                  |
| 2021                                                   | 121.929                                                | 138,3                                                  |
| 2022                                                   | 122.547                                                | 139,1                                                  |
| 2023                                                   | 125.065                                                | 141,9                                                  |
| 2024                                                   | 126.581                                                | 143,6                                                  |
| 2025                                                   | 128.724                                                | 146,1                                                  |

## Verkeer en vervoer
De gemeente ligt grotendeels tussen de Brusselse Kleine Ring en Grote Ring, waarlangs de gemeente bereikbaar is via afritten 13 tot en met 17. Enkele steenwegen stralen vanuit Brussel-centrum en de Kleine ring uit. In het noorden loopt in oost-westrichting de Ninoofse Steenweg (N8), in het oosten in noord-zuidrichting de Bergense Steenweg (N6).

### Buurtspoorwegen
De gemeente werd vroeger rijkelijk bediend door allerlei NMVB-tramlijnen en had bij de wijken Het Rad en Kuregem belangrijke stelplaatsen.

### Metro
De Brusselse metrolijn 5 gaat dwars door Anderlecht naar de universiteitscampus Erasmus (die ook in Anderlecht ligt), verder rijden er in het noorden van Anderlecht de metrolijnen 2&6.

### Spoorwegen
Het spoorwegstation Brussel-Zuid, een van de belangrijkste van België, bevindt zich op grondgebied van buurgemeente Sint-Gillis, maar vlak bij Anderlecht-Kuregem. Vroeger was er nog de halte Kuregem op de Westelijke ringspoorlijn van Brussel. Het eertijds belangrijke goederenstation Klein-Eiland werd afgebouwd.
In het GEN-netwerk werd op 13 december 2020 het nieuwe station Anderlecht op de lijn S3 Zottegem-Dendermonde in gebruik genomen.

## Sport
- Anderlecht werd internationaal bekend door voetbalclub RSC Anderlecht, die van alle Belgische voetbalclubs het hoogste aantal titels in de wacht sleepte en vaak tot in een Europese competitie doorstoot. De club speelt zijn thuiswedstrijden in het Lotto Park (ongeveer 22.500 plaatsen).
- In de provinciale reeksen spelen verder voetbalclubs als Bon Air Sport, FC Anderlecht-Milan, Denizlispor Anderlecht en Peterbos Anderlecht. Andere verdwenen Anderlechtse clubs waren Foyer Anderlechtois-Betis, Dynamo Anderlecht, Peña Madridista Bruselas-Anderlecht en Excelsior Anderlecht.
- Buiten Anderlecht ligt de 18-holes golfbaan van de Royal Amicale Anderlecht Golf Club.

## Stedenbanden
- Boulogne-Billancourt (Frankrijk) (1955)
- Neukölln (Duitsland) (1955)
- Hammersmith & Fulham (Verenigd Koninkrijk) (1955)
- Zaandam (Nederland) (1955)
- Marino (Italië) (1976)

### Vriendschapsverband
- Sainte-Maxime (Frankrijk) (2000)

## Nabijgelegen kernen
Brussel, Sint-Jans-Molenbeek, Dilbeek, Itterbeek, Vlezenbeek, Negenmanneke, Vorst, Sint-Gillis